# Le Président (pièce de théâtre)
Pour les articles homonymes, voir Le Président.
Le Président (Der Präsident en allemand) est une pièce de théâtre de Thomas Bernhard créée au Burgtheater en 1975.

## Résumé
Dans une nation d'Europe occidentale non nommée, un président et une première dame se remettent dans leurs chambres privées après une tentative d'assassinat anarchiste ratée qui a tué le proche allié du président, Le Colonel, et le chien bien-aimé de la Première Dame. Leur fils est censé être impliqué avec les anarchistes.
Plus tard, lors d'une mission diplomatique au Portugal, le président divertit sa maîtresse. Tout au long de la pièce, le président et la Première Dame monologuent longuement, les autres personnages ne répondant que très rarement.